# (7710) Ishibashi
(7710) Ishibashi (1994 WT2) – planetoida z pasa głównego asteroid okrążająca Słońce w ciągu 6,33 lat w średniej odległości 3,42 j.a. Odkryta 30 listopada 1994 roku.